# Drepanophora gutta
Drepanophora gutta är en mossdjursart som beskrevs av Tilbrook, Hayward och Gordon 200. Drepanophora gutta ingår i släktet Drepanophora och familjen Lepraliellidae. Inga underarter finns listade i Catalogue of Life.